# Rinna församling
Rinna församling var en församling i Linköpings stift inom Svenska kyrkan i Boxholms kommun i Östergötlands län. Församlingen uppgick 2010 i Boxholms församling.
Församlingskyrka var Rinna kyrka.
Folkmängd i församlingen var 2006 341 invånare.

## Administrativ historik
Församlingen har medeltida ursprung. 
Församlingen var till 1962 annexförsamling i pastoratet Ekeby och Rinna, som 1880 utökades med Blåviks församling. Från 1962 till 1991 var församlingen annexförsamling i pastoratet Väderstad, Hov, Appuna, Kumla, Rinna och Hogstad, för att från 1992 till 2010 vara annexförsamling i pastoratet Ekeby, Åsbo, Malexander, Blåvik och Rinna. Församlingen uppgick 2010 tillsammans med övriga församlingar i pastoratet i Boxholms församling.
Församlingskod var 056003.

## Series Pastorum
Se även Ekeby församling Series Pastorum, Väderstads församling och  Boxholms församling Series Pastorum

### Komministrar
| Verksam   | Namn                       | Levandstid | Övrigt                                                      |
| --------- | -------------------------- | ---------- | ----------------------------------------------------------- |
| 1613–1646 | Olaus Erici Arenius        | –1646      |                                                             |
| 1646–1657 | Petrus Caroli Fornelius    | –1657      |                                                             |
| 1659–1675 | Ericus Rinman              | 1629–1706  | Senare kyrkoherde i Herrestads församling.                  |
| 1675–1682 | Torstanus Kindius          | 1637–1683  | Avsatt 1682.                                                |
| 1682      | Magnus Sätherman           | 1646-1694  | Senare komminister i Nykils församling.                     |
| 1682–1711 | Thomas Andreæ Lindell      | 1656–1711  |                                                             |
| 1713–1729 | Magnus Hulthin             | 1684-1753  | Senare kyrkoherde i Regna församling.                       |
| 1729–1772 | Gustaf Lindmark            | 1699–1772  |                                                             |
| 1774–1782 | Stephan Nerenius           | 1734–1787  | Senare kyrkoherde i Ekeby församling.                       |
| 1782–1798 | Seved Lindmark             | 1751–1807  | Senare komminister i Harstads församling.                   |
| 1798–1810 | Ulrik Kernell              | 1767–1834  | Senare kyrkoherde i Hallingebergs församling.               |
| 1810–1818 | Johan Adolf Nygren         | 1767–1837  | Senare kyrkoherde i Mjölby församling och Ekeby församling. |
| 1818–1825 | Gustaf Fredrik Lindmark    | 1784–1857  | Senare kyrkoherde i Vallerstads församling.                 |
| 1825–1831 | Lars Mårten Forsling       | 1781–1831  |                                                             |
| 1833–1843 | Nils Rybæck                | 1791–1858  | Senare kyrkoherde i Ulrika församling.                      |
| 1843–1852 | Albrekt Nicolai Björkeroth | 1804–1852  |                                                             |
| 1853–1861 | Lars Runell                | 1807–      | Senare kyrkoherde i Odensvi församling.                     |
| 1861–1879 | Carl Magnus Wesén          | 1832–      | Senare kyrkoherde i Västra Husby församling.                |
| 1880–1883 | Anton Erickson             | 1847–1911  | Senare kyrkoherde i Väderstads församling.                  |
| 1883–1914 | Jakob Brusén               | 1854–1935  | Begärde avsked 1914.                                        |
| 1914–1917 | Torsten Borggård           | 1888–1970  |                                                             |
| 1917–1918 | Arvid Hallenberg           | 1891–      |                                                             |
| 1918–1925 | Nils Erik Lundborg         | 1846–1931  |                                                             |
| 1925–1928 | Pontus Elmstrand           |            | Senare komminister i Tjärstads församling.                  |
| 1929–     | Karl Harry Alexius Sandahl | 1902–      |                                                             |

## Klockare och organister[5]
| Verksam   | Namn                  | Levnadstid | Övrigt                      |
| --------- | --------------------- | ---------- | --------------------------- |
| 1740–1771 | Abraham Hammar        | 1690–1775  | Klockare                    |
| 1787–1790 | Lars Nydahl           | 1769–      | Klockare                    |
| 1790–1792 | Nils Hallenius        | 1771–      | Klockare                    |
| 1792–1859 | Simon Apelman         | 1772–1859  | Klockare                    |
| 1835–1849 | Carl Rinqvist         | 1811–      | Organist                    |
| 1849–1853 | Carl August Andersson | 1827–      | Organist                    |
| 1854–1888 | Anders Welander       | 1830–1898  | Organist                    |
| 1889–1923 | Teodor Årsén          | 1863–1941  | Organist                    |
| 1923–1944 | Henry Öberg           | 1900–1954  | organist och folkskollärare |
| 1968–1969 | Ragnar Eklöv          |            |                             |

## Kyrkoväktare
| Verksam | Namn       | Levnadstid | Övrigt |
| ------- | ---------- | ---------- | ------ |
|         | Hjert Malm | 1718–1793  |        |